# Augochlorodes turrifaciens
Augochlorodes turrifaciens là một loài Hymenoptera trong họ Halictidae. Loài này được Moure mô tả khoa học năm 1958.